# (698) Ernestina
(698) Ernestina – planetoida z pasa głównego asteroid okrążająca Słońce w ciągu 4 lat i 315 dni w średniej odległości 2,87 j.a. Została odkryta 5 marca 1910 roku w Landessternwarte Heidelberg-Königstuhl w Heidelbergu przez Josepha Helffricha. Nazwa planetoidy pochodzi od Ernsta Wolfa, syna odkrywcy. Przed jej nadaniem planetoida nosiła oznaczenie tymczasowe (698) 1910 JX.